# Eubleekeria jonesi
Eubleekeria jonesi är en fiskart som först beskrevs av James, 1971.  Eubleekeria jonesi ingår i släktet Eubleekeria och familjen Leiognathidae. Inga underarter finns listade i Catalogue of Life.